# Antillacris inflaticercus
Antillacris inflaticercus är en insektsart som beskrevs av Perez-gelabert, Hierro, Dominici och D. Otte 1997. Antillacris inflaticercus ingår i släktet Antillacris och familjen Episactidae. Inga underarter finns listade i Catalogue of Life.